# Prêmio John Gilmary Shea
O Prêmio John Gilmary Shea é um prêmio anual concedido pela American Catholic Historical Association pela mais original e distinta contribuição ao conhecimento da história da Igreja Católica. Fundado em 1945, é nomeado em homenagem ao historiador católico do século XIX John Gilmary Shea.
Os vencedores do Prêmio Shea anteriores incluem o seguinte:
- 2020: Elizabeth Foster, African Catholic: Decolonization and the Transformation of the Church
- 2019: Karin Vélez, The Miraculous Flying House of Loreto: Spreading Catholicism in the Early Modern World
- 2018: Michelle Armstrong-Partida, Defiant Priests Domestic Unions, Violence, and Clerical Masculinity in Fourteenth-Century Catalunya
- 2017: William B. Taylor, Theater of a Thousand Wonders: History of Miraculous Images and Shrines in New Spain
- 2016: Katrina B. Olds, Forging the Past: Invented Histories in Counter-Reformation Spain
- 2015: Maureen C. Miller, Clothing the Clergy: Virtue and Power in Medieval Europe, c. 800-1200
- 2014: John W. O'Malley, Trent: What Happened at the Council
- 2013: Charles Keith, Catholic Vietnam: A Church from Empire to Nation
- 2012: John Connelly, From Enemy to Brother: The Revolution in Catholic Teaching on the Jews, 1933-1965
- 2011: Ulrich L. Lehner, Enlightened Monks: The German Benedictines, 1740-1803
- 2010: Neal Pease, Rome’s Most Faithful Daughter: The Catholic Church and Independent Poland 1914 – 1939
- 2009: John Van Engen, Sisters and Brothers of the Common Life: The Devotio Moderna and the World of the Later Middle Ages[3]